# Orthomnion handelii
Orthomnion handelii är en bladmossart som beskrevs av T. Koponen 1980. Orthomnion handelii ingår i släktet Orthomnion och familjen Mniaceae. Inga underarter finns listade i Catalogue of Life.